# Cabera toulgoeti
Cabera toulgoeti is een vlinder uit de familie spanners (Geometridae). De wetenschappelijke naam van deze soort is voor het eerst geldig gepubliceerd in 1957 door Herbulot.
De soort komt voor in tropisch Afrika.